# Sistema de equações
Em matemática, um conjunto de equações simultâneas, também conhecido como um sistema de equações, é um conjunto finito de equações para os quais comum de procura de soluções. Um sistema de equações é geralmente classificados como único equações, isto é, como uma:
- Sistema de equações lineares,
- Sistema de equações não lineares
- Sistema de equações bilineares,[1][2],
- Sistema de equações polinomiais[3],
- Sistema de equações diferenciais ordinárias,
- Sistema de equações diferenciais parciais, ou um
- Sistema de equações de diferenças[4][5]